# Rhantus crypticus
Rhantus crypticus är en skalbaggsart som beskrevs av Michael Balke 1992. Rhantus crypticus ingår i släktet Rhantus och familjen dykare. Inga underarter finns listade i Catalogue of Life.